# 刘宝田
刘宝田（1912年6月—1998年2月19日），曾用名刘望鑫，男，湖北当阳人，中华人民共和国政治人物。

## 生平
1927年春在湖北省立一中参加共青团组织。1935年，组织大革命时期的革命青年击毙国民党的区长，1936年春至1937年底，因共产杀人罪在南京军人监狱坐牢。1938年4月，加入中国共产党，同年秋任中共襄南中心县委委员。此后历任新四军5师（原鄂豫挺进纵队）襄西独立团大队长。1940年10月至1941年8月，担任中共当阳县委书记；后任新四军京(山)钟(祥)荆(门)当(阳)指挥长，中共天汉中心县委常委兼汉川县长，中共襄南中心县委常委兼襄南政务委员会主席、鄂中地委常委兼鄂中专员。1946年秋到东北工作，历任辽南行署财政处长。
1949年，担任辽东省民政厅厅长。1950年，任东北人民政府民政部副部长。1953年，任东北行政委员会秘书长。1954年，担任辽宁省副省长等职。1954年8月起，刘宝田连续在沈阳市第一、第二、第三、第四和第五届人民代表大会上当选为沈阳市市长，任期达11年之久。与此同时，他还先后担任中共沈阳市委副书记、书记处书记。1978年12月，在政协沈阳市第七届委员会第一次全体会议上，当选为沈阳市政协副主席。1980年1月，当选为辽宁省政协副主席。1982年10月离休。1998年2月19日在沈阳去世，享年86岁。